# Ефремов, Василий Петрович
Василий Петрович Ефремов (13 января 1906, Севастополь — 13 октября 1965) —  депутат  Верховного Совета СССР 1-го созыва, председатель горисполкома Севастополя в 1938—1942, 1944—1946 годах, один из руководителей обороны Севастополя 1941—1942 годов. Председатель горисполкома Чкалова в 1942—1944 годах.

## Биография
Родился 13 января 1906 года в Севастополе. Свою трудовую жизнь начал с 11 лет. В начале 20-х годов Василий Ефремов служил матросом на Черноморском флоте. В 1922 году ученик токаря, затем токарь на Севастопольском морском заводе, где в годы первой пятилетки был стахановцем. В 1935 году вместе с тремя рабочими завода участвовал в пешем походе Севастополь-Москва с целью пропаганды стахановского движения. В 1936 году трудящиеся Севастополя избирают его депутатом Верховного Совета СССР, а в 1938-м — председателем исполкома Севастопольского городского Совета депутатов трудящихся.
Когда началась Великая Отечественная война, был аттестован в звании батальонного комиссара, был заместителем председателя Городского комитета обороны и начальником местной противовоздушной обороны (МПВО). Вёл большую работу по обеспечению флота и армии всем необходимым, по мобилизации трудящихся города на борьбу с врагом. Оставался в городе до последних дней обороны и эвакуировался на подводной лодке 30 июня 1942 года. В 1942-1944 годах был председателем горисполкома города Чкалов (ныне - Оренбург).
В 1944 году, на второй день после освобождения города, вернулся в Севастополь и приступил к работе в Городском совете. Много сделал для восстановления города.
Умер 13 октября 1965 года. Похоронен на мемориальном кладбище в посёлке Дергачи.

## Награды
Орден Отечественной войны I степени (24.07.1942), Орден Красного Знамени (05.10.1945).

## Память
5 мая 1970 года бывшая улица Курсантов в Гагаринском районе Севастополя переименована в улицу Ефремова.
В ноябре 2006 года к 65-летию начала обороны города и 31-й годовщины образования Гагаринского района было приурочено открытие мемориального обозначение улице Ефремова в сквере у дома № 8. На торжественной церемонии присутствовал сын Василия Петровича с внуками.

## В искусстве
В художественном фильме "Море в огне", снятом в 1970 году на киностудии "Мосфильм" режиссёром  Л. Н. Сааковым, роль В. П. Ефремова исполняет актёр Юрий Горобец.